# Линтц, Мэдисон
Мэ́дисон Линтц (англ. Madison Lintz; род. 11 мая 1999, Атланта) — американская актриса.

## Биография
Мэдисон Линтц родилась 11 мая 1999 года в Атланте, штат Джорджия, США, в семье актрисы Келли Коллинз Линтц. У Мэдисон есть старшая сестра Маккензи и младшие братья Мэттью и Максен, которые также являются актёрами.
Линтц начала свою актёрскую карьеру в 2010 году с роли в сериале «Ходячие мертвецы», в котором снималась 2 сезона. В 2012 году сыграла в фильме «Родительский беспредел». С 2015 года играет в сериале «Босх».

## Фильмография
| Год       |    | Русское название       | Оригинальное название | Роль                 |
| --------- | -- | ---------------------- | --------------------- | -------------------- |
| 2010—2012 | с  | Ходячие мертвецы       | Walking Dead          | София Пеллетье       |
| 2011      | с  | Это сверхъестественно  | It's Supernatural     | Наталья              |
| 2012      | тф | Американка Джуди       | American Judy         | Энни                 |
| 2012      | ф  | После                  | After                 | юная Анна            |
| 2012      | с  | Нэшвилл                | Nashville             | Дана Батлер          |
| 2012      | ф  | Родительский беспредел | Parental Guidance     | Эшли                 |
| 2015—2021 | с  | Босх                   | Bosch                 | Мэделин «Мэдди» Босх |
| 2018      | ф  | Скажи мне твоё имя     | Tell Me Your Name     | Ханна                |

## Награды и номинации
| Год  | Награда       | Категория                                                                    | Работа           | Результат |
| ---- | ------------- | ---------------------------------------------------------------------------- | ---------------- | --------- |
| 2013 | Молодой актёр | Best Performance in a TV Series (Comedy or Drama) — Supporting Young Actress | Ходячие мертвецы | Номинация |
| 2016 | Молодой актёр | Best Performance in a TV Series — Recurring Young Actress (14 — 21)          | Босх             | Номинация |